# Wallfahrer (Band)
Wallfahrer ist eine deutsche Extreme-Metal-Band.

## Geschichte
Ihr Debütalbum Anthologie der Abkehr veröffentlichte die Band komplett anonym Ende April 2018 in Eigenregie. Aufgrund der musikalischen Fähigkeiten wurde gemutmaßt, dass hinter dem Projekt etablierte Musiker stehen. Als Covermotiv wählten die Musiker einen selbst fotografierten Teil des von Antonio Canova für Erzherzogin Marie Christine erschaffenen Grabmonuments in der Wiener Augustinerkirche.
Ebenfalls im Selbstverlag folgten im Jahrestakt die Werke Rattenritual (2019) und Lightbringer-Leidbringer (2020), danach dauerte es zwei Jahre bis zum vierten Album Den Menschen so fern (2022). Im Sommer 2023 erfolgte eine Wiederveröffentlichung des ersten Werks bei dem deutschen Label Schattenpfade.
Bezüglich ihrer Namen und ihrer Erfahrungen halten sich die Musiker bewusst bedeckt, um nicht von der Idee hinter der Band bzw. der Botschaft oder Aussage abzulenken.

## Stil
Bei einer Besprechung des Debütalbums Anthologie der Abkehr hielt ein englischsprachiger Rezensent die Band „klanglich relativ nahe“ an Nagelfar. Bezüglich des Sounds hob er die „epische Atmosphäre“ vor, den Kern bilde jedoch eine „kraftvolle/einprägsame Mid-Tempo-Schwärze“ (...relatively close in sound to Nagelfar. There is an overall epic vibe to their sound, but at its underlying core is powerful/memorable mid-tempo blackness...). An anderer Stelle fielen als Referenzen Imperium Dekadenz und Vallendusk. Bei noisenotmusic.com wurde das Werk als „klassischer, atmosphärischer Black Metal“ bezeichnet. Ein Redakteur des Online-Musikmagazins Vampster bezeichnete den Stil des vierten Albums in seinem persönlichen Jahresrückblick als „aggressiv-atmosphärisch-melodischen Black Metal“.

## Diskografie
- 2018: Anthologie der Abkehr  (Album; Selbstverlag, Schattenpfade)
- 2019: Rattenritual (Album, Selbstverlag)
- 2020: Lightbringer-Leidbringer (Album, Selbstverlag)
- 2022: Den Menschen so fern (Album, Selbstverlag)
- 2024: In Dubio Pro Misanthropia (Album, Selbstverlag)